# Tamácuaro
Tamácuaro es un pueblo que está situado en el municipio de Cutzamala de Pinzón (en el Estado de Guerrero). Hay 931 habitantes. Es el pueblo más poblado en la posición número 3 de todo el municipio. Tamácuaro está a 368 metros de altitud.